# Schwarzberg (Kocheler Berge)
Der Schwarzberg ist ein 1172 m ü. NHN hoher Vorgipfel des Niederskopfes in den Bayerischen Voralpen im Isarwinkel. Während Niederskopf den höchsten Punkt des lokalen Bergrückens bezeichnet, bildet der Schwarzberg den höchsten Punkt eines Grates, getrennt vom Rest des Bergrückens durch den Seibertsgraben. Auf den Schwarzberg führen keine Wege.